# Модерен театър (киносалон)
Модерен театър е първият киносалон в София и България. Той е открит на 4 декември 1908 г. Намира се на булевард „Княгиня Мария Луиза“ № 26 в район Оборище, София.

## История
Построяването на киносалона е възложено от италианеца Карло Вакаро на арх. Димитър Ничев. Фасадата на сградата е със запазени оригинални декоративни елементи в стил Виенски сецесион. Киносалонът разполага с места за около 400 зрители – 72 места на балкона, 10 ложи и 280 места в партера, а екранът е с размери 4:3 метра. Построяването му се оценява на около 1 млн. лева. През 1909 г. киносалонът става представител на „Пате фрер“ за България и Македония. Прожектират се филми на компаниите „Гомон“, „Матадор“, „Нордиск къмпъни“, „Амброзио“, „Еклер“ и др. „Модерен театър“ финансира създаването на първите български хроникални филми. На 5 април 1910 г. е прожектиран филма „Българската армия“, а по-късно „Столица София“ и „Български селски живот“. През 1914 г. с негови средства е заснет и първият български игрален филм „Българан е галант“. В същата сграда се намира и звукозаписната компания „Панавия“, която издава шлагерите на Аспарух Лешников. През 1930 г. в киното за първи път е прожектиран филм със звук.
През 1947 г. киното е преименувано на „Цанко Церковски“, а в края на 1990-те години е върнато името „Модерен театър“. През 1978 г. е обявено за архитектурно-строителен художествен паметник на културата от местно значение. През 2001 г. става частна собственост, а от 2013 г. преустановява дейността си на кино.